# ترجيف هافليمو
ولد ترجيف هافليمو (Trygve Haavelmo) في 13 ديسمبر عام 1911 في النرويج حيث تلقى تعليمة وقد اجتاز اختبار artium (الثانوية) 1933 في براتسلافا ثم حصل علي درجة جامعية في الاقتصاد السياسي من جامعة أوسلو 1946، وعمل كباحث مساعد في معهد الاقتصاد جامعة أوسلو وكمحاضر في الإحصاء جامعة ارهوس 1940 - 1942 وهو زميل روكفلر 42 – 44 وكان احصائي نورتراشيب نيويورك، 1945، وعمل كملحق للسفارة النرويجيه في واشنطن العاصمة عام 1946 - 47، وعمل كباحث بجامعة شيكاغو عام 1947 ثم عمل كرئيس قسم لوزارة التجارة والصناعة ووزاره المالية في أوسلو عام 1948 وهو زميل في جمعية الاقتصاد 1946 وزميل معهد الإحصاء الرياضي 1950 وعضو في اكاديميه النرويجيه للعلوم، 1954 - 58 1961 - 63 1966 - 70 وعضوا في مجلس جمعية الاقتصاد 1957 ورئيس جمعية الاقتصاد 1975 وعضو فخري للرابطة الاقتصادية الأمريكية عام 1979 وعضو في اكاديميه العلوم الدانمركي 1979.
إذا كان مجال الاقتصاد القياسي يعني تقدير العلاقات الاقتصادية والاختبار سواء مفترض العلاقات تتطابق تماما مع الواقع. وفي مقاله في econometrica في 1943 ورسالة الدكتوراه بعنوان «الاحتمال في نهج الاقتصاد القياسي» (1944) هافيلمو وضح ان نتائج العديد من الطرق المستخدمة حتى الآن كانت مضلله ان الطرق السابقة لم تكن كافية في الاعتبارو التنمية الاقتصادية الحقيقية هي التي تحدد تفاعل العديد من العلاقات الاقتصادية والقوانين الاقتصادية ليست دقيقة تماما.
لذا فان هافيلمو عرض طرق جديدة ابداعيه لتقدير العلاقات الاقتصادية من تطبيق الأساليب المستخدمة في الإحصاء الرياضي. يذكر البريطاني ريتشارد ستون الحائز علي جائزة نوبل "يقول مساهمة هافمليو في الاقتصاد القياسى سيكون له تأثير ثوري على درجة النجاح في تقييم العلاقات الاقتصادية. بعد أن أصبح هافيلمو استاذا في جامعة أوسلو له كتاب بعنوان دراسة نظرية التطور الاقتصادي (1954) كان رائدا في دراسة أسباب التخلف الاقتصادي للبلد بالنسبة للبلدان الأخرى وهافيلمو أيضا له مساهمة قيمة عن النظرية التي تحدد وضع الاستثمارات في البلاد. وله كتاب بعنوان دراسة نظرية الاستثمار (1960)، ونظريات في الطلب على رأس المال الحقيقي، والتباطؤ في تعديل رأس المال الحقيقي الذي كان ذات أهمية أساسية في البحوث. والعديد من الدراسات النظرية والتجريبيه للاستثمار. هافيلمو له الكثير من الدراسات الأخرى، مثل دراسة عن الاقتصاد البيئي الذي كان مصدر إلهام للباحثين الآخرين. هافيلمو كان له تأثير حاسم على الاقتصاد في النرويج توفي في 28 يوليو 1999.

## روابط خارجية
- ترجيف هافليمو على موقع الموسوعة البريطانية (الإنجليزية)
- ترجيف هافليمو على موقع مونزينجر (الألمانية)
- ترجيف هافليمو على موقع إن إن دي بي (الإنجليزية)